# Samta Benyahia
Pour les articles homonymes, voir Benyahia.
Samta Benyahia (en arabe : صامته بن يحيى), née le 22 janvier 1949 à Constantine en Algérie, est une artiste franco-algérienne connue pour les motifs géométriques, d'influence arabe, berbère et andalouse, de ses œuvres.

## Biographie
Née en 1949 en Algérie, elle prolonge ses études à Paris à l'École nationale supérieure des arts décoratifs, de 1974 à 1980, et par la suite enseigne à l'École des beaux-arts d'Alger, de 1980 à 1988,.
Elle est à l’origine de la création de l’atelier de gravure de ENSBA d’Alger en 1983.
En septembre 1988, elle s'installe en France, en région parisienne,, et obtient un diplôme d'études approfondies en arts plastiques de l'Université Paris-VIII.
Dans ses œuvres utilisant des moyens d'expression très différents (gravures, photographies, conceptions de décoration intérieure, etc.), elle s'intéresse notamment aux motifs géométriques, d'influence arabe, berbère, andalouse et aux moucharabiehs, qui servent à dérober les femmes aux regards,,.
Elle est la sœur du peintre et sculpteur Ahmed Benyahia et la tante de l'auteur de bande dessinée Racim Benyahia.

## Expositions (sélection)
Elle a participé à de nombreuses expositions collectives et personnelles à travers le monde,. Elle y associe souvent ses œuvres à des photographies et de la poésie pour explorer les questions de genre, généralement des portraits de femmes, d'espace et de pouvoir.
- 2024 : Présences Arabes : Art moderne et décolonisation, Paris 1908-1987, Musée d'Art Moderne de Paris, Paris
- 2023: Lauréate du Prix Matsutani 2023
- 2018 : Un œil ouvert sur le monde arabe, Institut du monde arabe, Paris[7]
- 2016 : Singapore ART FAIR, M.E.NA.SA.ART Mamia Bretesche Gallery, Singapour
- 2014 : Arabesque sur Seine, Centre Culturel Max Juclier, Villeneuve-la-Garenne[4]
- 2012 : Art Paris 2012, Galerie Martine et Thibault de la Châtre
- 2012 : 2e Biennale méditerranéenne d’Art contemporain à Oran[4]
- 2011 : Dress Code Project , ArtSawa Dubaï & Koweït[8]
- 2010 : FIAC, Paris, sur le stand de la Galerie Martine et Thibault de la Châtre[4]
- 2009 : FIAC, Paris, sur le stand de la Galerie Martine et Thibault de la Châtre[4]
- 2008 : Mahrem. Anmerkungen zum Verschleiern (Mahrem. Footnotes on Veiling), Tanas, Berlin[4]
- 2008 : À la lumière des matins..., Galerie Thibault et Martine de la Châtre, Paris 3è[4]
- 2008 : Mahrem. Anmerkungen zum Schleier, Kunsthalle, Vienne[4]
- 2008 : Modern Mahrem : Islamic Veiling and Secular Imaginaries, Istanbul, Turquie
- 2007 : Ein Blick auf eine Geschichte (Un regard pour une histoire), Brigitte March Galerie, Stuttgart
- 2007 : Drôles de je, Fonds régional d’art contemporain - Frac Alsace, Sélestat[4]
- 2007 : Architecture of the Veil : An Installation by Samta Benyahia, UCLA / Fowler Museum, Los Angeles[6]
- 2006 : Fever variations, 5e Biennale de Gwangju (Corée du Sud)[3]
- 2006 : La Force de l’Art, Grand Palais, Paris[3]
- 2006 : The 5th International Ink Painting Biennal of Shenzen, Shenzen, Chine
- 2005 : Über Schönheit, Maison des cultures du monde, Berlin[3]
- 2005 : Beautés.Afriques@Nantes, Le Lieu unique, à Nantes[4]
- 2004 : Ritos sagrados, Ritos profanos - Bamako 03,
- 2004   Ritos sagrados, Ritos profanos Centro de la Imagen, Mexico 2004
- 2004 : Dak'Art, 6e Biennale de Dakar , Dakar[3]
- 2004 : Veil (Slöjan), Kulturhuset, Stockholm[4]
- 2004 : Veil, Modern Art Oxford, à Oxford
- 2003 : Le XXe siècle dans l’art algérien, Orangerie du Sénat, Paris[9]
- 2003 : Rencontres africaines de la photographie, Bamako[3]
- 2003 : Sogni e Conflitti" (Rêves et conflits), 50e Biennale de Venise[3],[10]
- 2003 : Résonances algériennes - Zina, Zohra, Fatima... Yamina en récréation", Passerelle Centre d'art contemporain, Brest[4]
- 2003 : Fantasías del harén y nuevas Sherezades", Centre de Cultura contemporania, Barcelone
- 2001 : Patterns, Spacex Gallery, Exeter
- 2001 : Paris pour escale, Musée d'Art moderne de Paris[1]
- 2000 : Samta Benyahia : Un regard pour une histoire, La Corte Arte Contemporanea, Florence[4]
- 2000 : Racines, Musée Dauphinois, avec la collaboration du Magasin - Centre national d’Art contemporain de Grenoble[4]
- 1998 : Rencontres de la photographie d'Arles[3]
- 1997 : De Maison Blanche à Maison Blanche, Institut Français, Casablanca
- 1996 : Residency and Exhibition Art in General, New York
- 1994 : Biennale de La Havane à Cuba
- 1986 : Biennale de La Havane à Cuba[3]